# シェイマス・ヒーニー
シェイマス・ヒーニー（Seamus Heaney, 1939年4月13日 - 2013年8月30日）は、北アイルランド出身の詩人・著作家。

## 経歴
ヒーニーは北アイルランド、ロンドンデリー県の農家に9人兄弟の長男として生まれた。奨学金を得てカトリック系のSt. Columb's Collegeで学び、クイーンズ大学でも学んだ。その後、教師になる訓練を受けて教職に付く。
1966年に初めての詩集『ナチュラリストの死』を出版した。1966年からクイーンズ大学ベルファスト講師となった。彼は1976年から死去するまでダブリンのサンディマウントに住み、1981年から2006年までアメリカでパートタイムで暮らしていた。彼は1981年から1997年までハーバード大学の教授であり、1988年から2006年まで同大学の詩人居住者であった。
1989年から1994年までオックスフォード大学の詩の教授でもあった。1996年に芸術文化勲章司令官を授与され、1998年にアオスダナのサオイの称号を授与された。彼は数々の名誉ある賞を受賞している。

### 賞歴（後述）
- 1975年：ダフ・クーパー賞
- 1995年：ノーベル文学賞
- 2001年：ストルガ詩の夕べ 金冠賞
- 2012年：グリフィン詩賞 生涯功労部門

2013年8月30日、アイルランド・ダブリンの病院で死去、74歳。ヒーニーは北アイルランドのベラヒーにあるセント・メアリーズ教会（St. Mary's Church, Bellaghy）に埋葬されている。墓石には、彼の詩「グラベル・ウォークス」("The Gravel Walks")からの「良識に逆らって空中を歩け」("Walk on air against your better judgement")という碑文が刻まれている。
「アイルランド共和国の歴代の首相…のスピーチでは、ヒーニーの詩が度々引用され」ている。また2020年の米大統領選挙戦で、大統領当選したジョー・バイデンはヒーニーの詩を読み、「アイルランド系アメリカ人の魂を揺さぶった」。

## 初期の人生
ヒーニーは1939年4月13日、キャッスルドーソンとトゥームブリッジの間にある家族の農家モスボーンで生まれた。彼は9人兄弟の長男であった。1953年、彼の家族は数マイル離れたベラヒーに引っ越し、現在も家族の住まいとなっている。彼の父親はパトリック・ヒーニー（1986年10月没）、農夫兼牛のディーラーであり、ジェームズとサラ・ヒーニーの10人の子供のうち8番目の子供であった。パトリックは両親が早くに亡くなった後、叔父たちに育てられ、牛のディーリングを教わった。ヒーニーの母親はマーガレット・キャスリーン・マッキャン（1911年 - 1984年）であり、その親戚は地元のリネン工場で働いていた。ヒーニーは父親に象徴される農村のゲール語の過去と、母親に象徴される工業化されたアルスターとの間の内的な緊張について言及している。
ヒーニーはアナホリッシュ小学校に通い、12歳の時にデリーのローマ・カトリック寄宿学校であるセント・コラムズ・カレッジへの奨学金を獲得した。セント・コラムズで学んでいる間に、1953年2月、ヒーニーの弟クリストファーが4歳で交通事故により亡くなった。詩「学期中休み」と「グランモアのクロウタドリ」は弟の死に関連している。
ヒーニーは少年時代、キャッスルドーソンGACでゲーリックフットボールをプレーしていたが、家族がベラヒーに引っ越してもチームを変えることはなかった。しかし、10代後半にはベラヒーGAAクラブに文化的に関わり、アマチュア劇に出演し、クラブのためにトレジャーハントを作成していたと述べている。

## キャリア

### 1957–1969
ヒーニーは1957年にベルファストのクイーンズ大学で英語と文学を学び始めた。在学中にテッド・ヒューズの『ルーパーカル』の一冊を見つけ、詩を書くきっかけとなった。彼は「突然、現代詩の問題が私自身の人生の素材になった」と述べた。1961年に優等で卒業した。
ヒーニーはベルファストのセント・ジョセフ教育大学（現在はセント・メアリーズ大学カレッジと統合）で教師資格の取得を目指し、ベルファストのバリーマーフィーにあるセント・トーマス中等学校で教え始めた。この学校の校長はモナハン郡出身の作家マイケル・マクラヴァティであり、ヒーニーにパトリック・カヴァナーの詩を紹介した。マクラヴァティの指導の下、ヒーニーは1962年に詩を初めて出版し始めた。ソフィア・ヒランは、マクラヴァティが若いベルファストの詩人にとって養父のような存在であったと説明している。マクラヴァティの『全集』の序文で、ヒーニーは詩人の貢献と影響を要約して「彼の声は控えめであり、決して脚光を浴びることを求めなかったが、それにもかかわらず彼の文学における地位は確固たるものである」と述べている。ヒーニーの詩「養育」（『北』からの「歌の学校」シリーズ、1975年）は彼に捧げられている。
1963年にヒーニーはセント・ジョセフで講義を始め、ベルファストの詩人フィリップ・ホブズバウムが主催する詩人のワークショップ、ベルファスト・グループに参加した。ここで彼は、デレク・マホンやマイケル・ロングリーなどの他のベルファストの詩人と出会った。
ヒーニーは1962年にセント・ジョセフでタイロン県アルドボー出身のマリー・デヴリンと出会い、1965年8月に結婚し、3人の子供をもうけた。デヴリンは学校教師であり作家でもあり、アイルランドの伝統的な神話と伝説のコレクション『オーバー・ナイン・ウェーブス』（1994年）を出版した。ヒーニーの最初の本『11の詩』は、1965年11月にクイーンズ大学のフェスティバルのために出版された。1966年に最初の息子マイケルが生まれた。彼はその時期、『アイリッシュ・タイムズ』にラジオに関する記事を書くことで生計を立てていた。1968年には次男クリストファーが生まれた。
ヒーニーは最初の作品集をダブリンのドルメン・プレスで出版しようとした。返答を待っている間にFaber&Faber社と契約し、1966年に『死ぬ自然学者』を出版し、Faber&Faber社は彼の生涯にわたって彼の出版社となった。このコレクションは多くの批評家から高い評価を受け、グレゴリー賞やジェフリー・フェイバー賞などいくつかの賞を受賞した。同じ年に、彼はベルファストのクイーンズ大学で現代英文学の講師として任命された。1968年に、ヒーニーとマイケル・ロングリーは「ルーム・トゥ・ライム」と呼ばれる朗読ツアーを行い、詩人の作品への認知度を高めた。翌年、彼は2冊目の主要な作品集『暗闇への扉』を出版した。

### 1970–1984
ヒーニーは1970年から1971年の学年度にカリフォルニア大学バークレー校で客員教授として英文学を教えた。1972年にベルファストでの講師職を辞め、アイルランド共和国のウィックローに移り、フルタイムで執筆活動を開始した。その年、彼は3冊目の詩集『ウィンターリング・アウト』を出版した。1973年には娘のキャサリン・アンが誕生した。1975年には次の詩集『北』が出版された。同じ年に、散文詩集『ステーションズ』も出版された。
1976年にヒーニーはダブリンのカリスフォート・カレッジの英文学部長に任命され、家族とともにサンディマウントの郊外に引っ越した。彼の次の詩集『フィールド・ワーク』は1979年に出版された。詩選集『1965-1975年の選詩』と散文選集『1968-1978年の懸念』は1980年に出版された。1981年にアイルランド国立芸術評議会であるアオスダナが設立された際、ヒーニーはその最初のメンバーに選ばれた（1997年にはアオスダナの五長老の一人であり最高の栄誉であるサオイに選ばれた）
1981年にも、ヒーニーはハーバード大学で客員教授として米国に渡り、アダムズ・ハウスに所属した。彼はクイーンズ大学とニューヨーク市のフォーダム大学から名誉博士号を授与された（1982年）。1982年5月23日に行われたフォーダム大学の卒業式で、ヒーニーは46連の詩「フォーダム卒業式のための詩」を発表した。
北アイルランドで生まれ育ったヒーニーは、彼がイギリス人ではなくアイルランド人であると強調していた。ブライアン・フリールの『翻訳』の成功を受けて、フィールド・デイ劇団の創設者であるブライアン・フリールとスティーブン・レアは、同劇団を常設のグループにすることを決定した。ヒーニーは1981年に拡大された同劇団の理事会に加わった。1984年の秋、彼の母マーガレットが亡くなった。

### 1985–1999
ヒーニーは、1985年から1997年までハーバード大学のボイルストン修辞学および演説法教授（以前は客員教授）として、1998年から2006年まで同大学のラルフ・ワルド・エマーソン詩人居住者として、ハーバード大学の正規の教員となった。1986年にヒーニーはベイツ大学から文学博士号を授与された。同年10月には父親のパトリックが亡くなった。2年以内に両親を失ったことはヒーニーに深く影響し、彼は詩でその悲しみを表現した。1988年には批評エッセイ集『The Government of the Tongue』が出版された。
1985年にヒーニーはアムネスティ・インターナショナル・アイルランドの依頼で「From the Republic of Conscience」という詩を書いた。彼は「国連の日とアムネスティの活動を祝う」ことを望んでいた。この詩はアムネスティ・インターナショナルの最高栄誉である「良心の大使賞」のタイトルにインスピレーションを与えた。
1988年、ヒーニーはアトランタのエモリー大学の希少書籍図書館に講義ノートを寄贈した。これは、そこで著名なリチャード・エルマン講義を行った後のことである。
1989年、ヒーニーはオックスフォード大学の詩の教授に選ばれ、1994年までの5年間その地位にあった。この職位はオックスフォードに居住することを要しない。この期間中、彼はアイルランドとアメリカの間で時間を分け、公共の朗読も続けた。これらのイベントは非常に高い参加率と期待を集め、熱心にチケットを求めて行列を作る人々は「ヒーニーボッパーズ」（"Heaneyboppers"; teenybopperをもじっている）と呼ばれることもあり、まるでティーンエイジャーのファン層のようであった。
1990年、ソポクレスの『ピロクテテス』に基づく戯曲『トロイでの治療』が出版された。翌年には詩集『シーイング・シングス』（1991年）を出版した。ヒーニーはトリニティ・カレッジ・ダブリンの大学哲学協会の名誉パトロンに任命され、王立文学協会の名誉フェローに選出された（1991年）。
1993年にヒーニーは、オックスフォード大学とケンブリッジ大学の学生による新作を書き集めた『The Mays Anthology』のゲスト編集を務めた。同年、彼はディキンソン大学の芸術賞を受賞し、卒業式のスピーチを行い、名誉学位を受けるためにペンシルベニアの大学に戻った。彼は2013年に亡くなる際に、重要な文学者に与えられるハロルド・アンド・エセル・L・ステルフォックス賞を受けるためにディキンソンに再び戻る予定であった。アイルランドの詩人ポール・マルドゥーンは、その年の受賞者に選ばれ、二人の詩人の親密な関係が一因とされた。
ヒーニーは1995年に「日常の奇跡と生きた過去を称賛する、抒情的な美しさと倫理的な深みを持つ作品」に対してノーベル文学賞を受賞した。彼がこのニュースを聞いたとき、妻とともにギリシャで休暇を過ごしていた。ジャーナリストも彼の子供たちも、彼が2日後にダブリン空港に到着するまで連絡を取ることができなかったが、アイルランドのテレビカメラは彼をカラマタまで追跡していた。W. B. イェイツ、ジョージ・バーナード・ショー、サミュエル・ベケットといったアイルランドのノーベル賞受賞者の中に自分の名前が加わることについてどう感じるか尋ねられたヒーニーは、「山脈の麓にある小さな丘のような感じだ。ただそれに恥じないように生きていきたい。それは驚くべきことだ」と答えた。彼と妻のマリーは空港から直接アラス・ナン・ウァハトランに連れて行かれ、メアリー・ロビンソン大統領とシャンパンを楽しんだ。彼は他の人との個人的なやり取りでこの賞を控えめに「Nのこと」と呼んでいた。
ヒーニーの1996年の詩集『ザ・スピリット・レベル』は、ウィットブレッド・ブック・オブ・ザ・イヤー賞を受賞し、1999年には『ベーオウルフ：新しい詩訳』で再び成功を収めた。
ヒーニーは1996年に王立アイルランド・アカデミーのメンバーに選ばれ、1997年に正式に入会した。同じ年に、ヒーニーはアオスダナのサオイに選ばれた。1998年にはトリニティ・カレッジ・ダブリンの名誉フェローに選出された。

### 2000年代
2000年にヒーニーは名誉博士号を授与され、ペンシルベニア大学で卒業式のスピーチを行った。2002年には、ローデス大学から名誉博士号を授与され、「The Guttural Muse」についての公開講義を行った。
2003年には、クイーンズ大学ベルファストにシェイマス・ヒーニー詩センターが開設された。このセンターには、ヒーニーの全作品の記録や、彼のラジオおよびテレビのプレゼンテーションの完全なカタログを収めたヒーニー・メディア・アーカイブがある。同年、ヒーニーは彼の文学アーカイブの大部分をエモリー大学に寄託することを決定し、大学の最近退任したウィリアム・M・チェイス氏の業績を記念した。エモリー文書は、ヒーニーの作品（1964-2003年）の最大の収蔵庫を代表している。彼は、イェイツ、ポール・マルドゥーン、キーラン・カーソン、マイケル・ロングリーおよびベルファスト・グループの他のメンバーを含むアイルランドの作家からの既存の大規模なアーカイブを構築するためにこれらを寄贈した。
2003年、詩や歌詞に興味を引き起こすポピュラー文化の人物がいるかどうか尋ねられた際、ヒーニーはデトロイト出身のアメリカのラップアーティスト、エミネムを称賛し、「彼は可能性の感覚を生み出した。彼は世代を超えるエネルギーを送った。これは彼の転覆的な態度だけでなく、彼の言葉のエネルギーによるものだ」と述べた。ヒーニーは2004年のEU拡大を記念して「ビーコンズ・アット・ベアルタイン」という詩を書いた。彼はアイルランドEU議長が主催する拡大した欧州連合の25人の指導者のための式典でこの詩を朗読した。
2006年8月、ヒーニーは脳卒中を起こした。彼は回復し、心臓モニターを装着した際に「ペースメーカーは祝福される」と冗談を言ったが、数ヶ月間すべての公的な活動をキャンセルした。彼はブライアン・フリールの妻アン・フリールの75歳の誕生日の時にドニゴール県にいた。入院中にヒーニーはヘニング・マンケル、ドナ・レオン、ロバート・ハリスの作品を読んだ。彼の訪問者の中には元大統領のビル・クリントンもいた。
ヒーニーの『District and Circle』は2006年にT. S. エリオット賞（T. S. Eliot Prize）を受賞した。2008年にはデンマークのオースターマリーで名誉あるアーティストに選ばれ、シェイマス・ヒーニー通りが彼の名前にちなんで命名された。2009年には、ユニバーシティ・カレッジ・ダブリン（UCD）の法学会から名誉終身会員賞を授与され、彼の文学者としての著しい役割が認められた。
Faber&Faber社は2008年にデニス・オドリスコルの『Stepping Stones: Interviews with Seamus Heaney』を出版した。これはヒーニーの自伝に最も近いものと評されている。2009年、ヒーニーはデヴィッド・コーエン文学賞（David Cohen Prize）を受賞した。彼は自身の詩集を朗読した12時間以上のスポークンワードアルバムを録音し、2009年4月13日に迎えた自身の70歳の誕生日を記念した。

### 2010年代
彼は2010年7月、ウェストベルファストフェスティバルで、自身の詩を初めて出版する手助けをしたメンターである詩人兼小説家マイケル・マクラヴァティを称えるスピーチを行った。
2010年9月にFaber&Faber社はヒーニーの12冊目の詩集『Human Chain』を出版した。『Human Chain』は、これまで2度ノミネートされたにもかかわらずヒーニーが受賞したことのなかった主要な詩の賞であるフォワード・ポエトリー・プライズのベスト・コレクション賞を受賞した。この本は詩人の最初の本が出版されてから44年後に出版されたもので、2006年にヒーニーが脳卒中を起こし、「幼稚で崖っぷちに立たされた」ことから部分的にインスピレーションを得ている。詩人でフォワード・プライズの審査員であるルース・パデルは、この作品を「痛々しく、正直で繊細に重ねられた詩のコレクション…素晴らしく人間味あふれる業績」と表現した。作家のコルム・トービンは『Human Chain』を「長年にわたる彼のベスト単行本であり、彼がこれまでに書いた最高の詩のいくつかが含まれている…影と記憶、囁かれるもの、冥界への旅、哀歌と翻訳、反響と沈黙の本だ」と評した。2010年10月、この詩集はT. S. エリオット賞（T. S. Eliot Prize）の最終候補に選ばれた。
ヒーニーは2011年に『オブザーバー (イギリスの新聞)』誌から「英国のトップ300知識人」の一人に選ばれたが、後に同誌は「イギリス人であることを主張しない個人が数名含まれていた」ことを認め、訂正を発表した。その年、彼はシェイマス・ヒーニー詩センターの居住伝統歌手であるパドレイギーン・ニ・ウアラチャインのアルバム『Songs of the Scribe』のために古アイルランド語の注釈の翻訳を提供した。
2011年12月、ヒーニーは個人的な文学ノートをアイルランド国立図書館に寄贈した。オークションにかければ大金を稼ぐことができたであろうと認めながらも、ヒーニーは自らノートや草稿の箱を詰め、息子マイケルと共にアイルランド国立図書館に届けた。
2012年6月、ヒーニーはグリフィン詩の優秀さのための信託の生涯認識賞を受け入れ、その栄誉を称えるスピーチを行った。
ヒーニーは死去時に『Selected Poems 1988–2013』の出版に備えて自身の作品集を編纂していた。この選集には『Seeing Things』『The Spirit Level』『Beowulfの翻訳』『Electric Light』『District and Circle』『Human Chain』（2014年秋）からの詩や文章が含まれている。
2014年2月にエモリー大学で「シェイマス・ヒーニー：The Music of What Happens」が初公開され、ヒーニーの生涯と作品を祝う最初の大規模な展覧会となった。この展示には、1980年代にヒーニーが使用していた個人の書斎机の表面や、古い写真、他の作家との個人的な手紙が展示されている。ヒーニーは展覧会の企画過程中に、2013年8月に亡くなった。展覧会の元々のビジョンはヒーニーの生涯と作品を祝うことにあり、その前面にあるが、彼の死とその影響を記念する小さなセクションも設けられている。
2015年9月に、ヒーニーの家族が彼の『アエネーイス』第6巻の翻訳を2016年に死後出版することが発表された。

## 死
シェイマス・ヒーニーは、2013年8月30日にダブリンのブラックロッククリニックで、短い病気の後に74歳で亡くなった。ダブリンのレストラン外で転倒した後、医療処置のために病院に入ったが、翌朝7時30分に手術が行われる前に亡くなった。葬儀は2013年9月2日の朝にダブリンのドニーブルックで行われ、夕方には彼の故郷であるベラヒーのセント・メアリーズ教会の墓地に埋葬された。そこには彼の両親、弟、その他の家族も眠っている。葬儀ミサで、息子のマイケルは、父親が亡くなる数分前に妻のマリーに最後の言葉として「Noli timere（ラテン語で「恐れるな」）」とメッセージを送ったことを明らかにした。
彼の葬儀は翌日にアイルランド放送協会（RTÉ）のテレビとラジオで生中継され、RTÉのウェブサイトで国際的にストリーミングされた。RTÉ Radio 1 Extraは、葬儀の日に朝8時から夜9時15分まで、ヒーニーが2009年に録音した『Collected Poems』アルバムの連続放送を行った。彼の死後、アイルランドの書店では彼の詩集が急速に売り切れた。
多くの賛辞がヒーニーに贈られた。大統領のマイケル・D・ヒギンズは次のように述べた。
「我々アイルランド人は再びシェイマス・ヒーニーの現代世界への貢献の深さと広がりを感じるであろうが、彼の友情と存在を享受した我々が最も恋しく思うのは、彼の並外れた深さと温かさである。何世代ものアイルランド人がシェイマスの詩に親しんできた。世界中の学者たちは彼の批評エッセイの深さから多くを学び、多くの権利組織が彼の良心の共和国内での闘争に対する連帯に感謝するであろう。」
ヒギンズ大統領は大統領官邸 から、ナイン・オクロック・ニュースでの5分間のセグメントでライブ出演し、シェイマス・ヒーニーに敬意を表した。
元アメリカ大統領のビル・クリントンは次のように述べている。
「彼の驚異的な作品と彼の生涯は、世界への贈り物であった。彼の心、心臓、そして彼特有のアイルランド語の才能は、我々に日常生活のリズムを最も美しく描く詩人をもたらし、平和のための力強い声となった。彼の素晴らしい作品は、彼の仲間であるアイルランドのノーベル賞受賞者ショー、イェイツ、ベケットと同様に、全世界にとって永遠の贈り物である。」
欧州委員会のジョゼ・マヌエル・ドゥラン・バローゾ大統領は次のように述べている。
「シェイマス・ヒーニーという我々の時代の偉大なヨーロッパの詩人の一人の死を知り、大変悲しく思う。彼の言葉の強さ、美しさ、そして特徴は、これからの世代にわたって永続するであろうし、ノーベル文学賞で正当に認められたものである。」
ハーバード大学は声明を発表した：
「シェイマス・ヒーニーをハーバードの家族の尊敬されるメンバーとして数えられることを誇りに思う。我々にとって、そして世界中の人々にとって、彼は人間的な洞察力と芸術的な想像力、微妙な知恵と輝かしい優雅さの泉を象徴する詩人であった。私たちは彼を深い愛情と敬意をもって記憶するであろう。」
ヒーニーの親友である詩人マイケル・ロングリーは、「兄弟を失ったような気がする」と述べた。トーマス・キンセラはショックを受けたと言い、ジョン・モンタギューは詩人の体調がしばらく良くなかったことを知っていたと述べた。劇作家フランク・マクギネスは、ヒーニーを「私の世代で最も偉大なアイルランド人」と称し、「彼にはライバルがいなかった」と述べた。コルム・トービンは、「焼け落ちる時代に、ヒーニーは詩を使って代替の世界を提供した」と書いている。ジェラルド・ダウェは、彼を「最高の努力をするよう励ましてくれた兄のような存在」と表現した。セオ・ドーガンは、「[ヒーニーの] 作品は永続するであろう。私が行くところどこでも、このことに対して本当のショックがある。シェイマスは我々の一員だった」と述べた。彼の出版社であるFaber&Faber社は、「彼の文学文化への影響は計り知れない」と述べた。劇作家トム・ストッパードは、「シェイマスは、実生活でも文書でも、決して暗い瞬間を持ったことがない」と述べた。元イギリスの桂冠詩人であり、ヒーニーの友人であるアンドリュー・モーションは、彼を「偉大な詩人であり、詩についての素晴らしい作家であり、真に並外れた優雅さと知性を持った人物」と称賛した。
多くの追悼イベントが行われた。エモリー大学、ハーバード大学、オックスフォード大学、ロンドンのサウスバンク・センターなどで追悼式が開催された。アメリカの主要な詩の団体もニューヨークでヒーニーの死を悼む集まりを開いた。

## 作品

### ナチュラリズム
かつてヒーニーの本は英国における存命詩人の売り上げの3分の2を占めていた。彼の作品はしばしばアイルランド、特に北アイルランドの地元の風景を扱っている。彼は幼少期と教育について、「私が古風で『現代世界』には関係ないと考えていた地元デリー県の経験は信頼に値するものであり、それを信じることを教えられ、それを表現する方法を教えられた」とコメントしている。『ナチュラリストの死』（1966年）と『暗闇への扉』（1969年）は、主に農村や教区生活の細部に焦点を当てている。
『暗闇への扉』（1969年）と『ウィンターリング・アウト』（1972年）から始まるいくつかの作品集では、ヒーニーは北アイルランドの泥炭地について多くの時間を費やして書いている。特に注目すべきは、泥炭地に保存された変形した遺体を描いた『北』（1975年）の泥炭体詩集である。キアラン・カーソンのレビューでは、泥炭詩はヒーニーを「暴力の詩人 - 神話創造者、儀式殺人の人類学者にした...巨石の扉と魅力的な高貴な野蛮の世界」としている。「ボグランド」や「ボグ・クイーン」などの詩は、初めて政治的闘争を直接取り扱ったものである。
```
人間が最も輝かしい生活環境を作り出すためには、詩が提供する現実のビジョンが単なるその時代と場所の状況の印刷物以上のものでなければならない。詩人が最も詩人であるためには、その状況を観察しつつも、それを超えるような書く行為を試みなければならない。――「ジョイ・オア・ナイト：
W. B. イェイツ
と
フィリップ・ラーキン
の詩における最終的なもの」より。1993年1月18日、シェイマス・ヒーニーが
スウォンジー大学
で行ったW. D. トーマス記念講義。
```

### 政治
彼の詩には、生涯を通じて北アイルランドに広がる宗派的な違いへの言及が見られる。彼の本『Wintering Out』（1973年）と『North』（1975年）は、歴史的な文脈とより広い人間の経験を交えながらトラブルズに関するコメントを織り交ぜようとしている。一部の批評家は、ヒーニーを暴力の「弁解者および神話創造者」と非難したが、ブレイク・モリソンは詩人について次のように述べている。
「彼はトラブルズ（北アイルランド問題）に関する詩だけでなく、それによって亡くなった友人や知人への哀歌も書いてきた。彼は現在の不安を解釈するための歴史的な枠組みを見つけ出そうとし、コメントと指導を求められる公の代弁者としての役割を引き受けた...しかし、彼はこの役割に深く憤りを感じている兆候も示しており、詩人がプライベートで非政治的である権利を擁護し、「どれほど『献身的』であろうとも詩が歴史の進行にどれほど影響を与えることができるか」という点について疑問を投げかけている。」
Shaun O'ConnellはNew Boston Reviewで次のように述べている。「シェイマス・ヒーニーを困難な土地における希望の象徴と見る人々は、もちろんそれが間違っているわけではないが、彼の詩の複雑さや彼を明るくする反面の陰鬱さを見逃しているかもしれない」。O'ConnellはBoston Reviewでの『Station Island』の批評で次のように述べている。
ヒーニーは何度も政治的な目的から後退している。『Station Island』はその残酷さの象徴にもかかわらず、共和主義に修辞的な慰めを与えていない。政治についての詩であるにもかかわらず、『Station Island』は統一アイルランドについてではなく、宗教的および美的統一を求める詩人についてである。
ヒーニーは批評家のテリー・イーグルトンによって「啓蒙された国際的な自由主義者」と表現されており、引き込まれることを拒んでいる。イーグルトンは「政治が持ち込まれる場合、それはヒーニーが何を言うか、何を言わないかの文脈でのみ成り立つ」と示唆している。ヒーニーが「部族間の対立」として認識しているものについての反省は、人々の生活や声の描写を優先し、「心の風景」を引き出している。彼の詩集はしばしば、家族や親しい友人の暗殺、リンチ、爆撃を思い出させる。コルム・トービンは「彼のキャリアを通じて、シンプルな喚起と描写の詩が存在してきた。彼が総括したり意味を提供しなかったことが彼の戦術の一部である」と書いている。
ヒーニーは1916年のイースター蜂起50周年に、1798年のアイルランド反乱軍を記念する詩「Requiem for the Croppies」を発表した。彼はこの詩をアイルランドのカトリック教徒とプロテスタント教徒の両方の観客に朗読した。彼は「『Requiem for the Croppies』を朗読することは「IRAを賛美する」ということではなく、沈黙を破ることであり、扇動することではない」とコメントした。また「愛する必要はない。ただそれを許容するだけでよい」と述べた。

彼はイギリスの桂冠詩人のオファーを政治的な理由もあり断り、「私は女王に個人的に何の反感も持っていない。一度宮殿でランチをしたことがある」とコメントした。彼は自分の「文化的出発点」が「中心から外れている」と述べた。1982年に発表された『The Penguin Book of Contemporary British Poetry』に含まれることに反対した際の有名な発言がある。北アイルランド生まれであるにもかかわらず、彼がイギリスのアンソロジーに含まれることへの反応は、詩「An Open Letter」によって示された。
Don't be surprised if I demur, for, be advised
My passport's green.
No glass of ours was ever raised
To toast The Queen.

（ためらうことがあっても驚かないでほしい。なぜなら 私のパスポートは緑だからだ。 我々の誰も 女王を祝ってグラスを上げたことはない。）

### 翻訳
彼は詩人としても翻訳者としても、アイルランドで話される英語だけでなく、他の地域や時代で話される英語にも関心を持っていた。彼は自分の作品と研究の中でアングロ・サクソンの影響を探求した。批評家W. S. ディ・ピエロは次のように述べている。
「どんな場面でも、子供時代、農村生活、北アイルランドの政治と文化、過去と現在の他の詩人たち、ヒーニーは言語の根源を何度も突き、遺伝的構造を調べ、すべての変化の中でそれがどのように文化の伝達者として機能し、想像力を含む世界であり、同時に修辞的な武器であり精神の栄養であるかを発見しようとしている。彼はこれらの問題について、稀な識別力と機知に富んだ筆致で書いており、既成の知恵に対する勝利の焦燥感を持っている。」
ヒーニーの最初の翻訳作品は、アイルランドの叙情詩『Buile Suibhne』であり、『Sweeney Astray: A Version from the Irish』（1984年）として出版された。彼はこのキャラクターとつながりを、詩集『Station Island』（1984年）で取り上げた。ヒーニーの受賞作である『ベーオウルフ』（ファラー、ストラウス＆ジロー、2000年、ウィットブレッド・ブック・オブ・ザ・イヤー賞）は、現代の言葉を使いながらも、オリジナルのアングロサクソンの「音楽」と融合させた点で画期的なものとされた。
劇作と散文
彼の劇作には『The Cure at Troy: A Version of Sophocles' Philoctetes』（1991年）が含まれている。ヒーニーの2004年の劇作『The Burial at Thebes』は、クレオーンとブッシュ政権の外交政策との類似性を示唆している。

ヒーニーが詩を文化的および個人的な変革の必要なエンジンと考える姿勢は、散文作品『The Redress of Poetry』（1995年）および『Finders Keepers: Selected Prose: 1971–2001』（2001年）に反映されている。
ヒーニーは「詩が韻を踏むとき、形が自己生成されるとき、メーターが意識を新しい姿勢に挑発するとき、それはすでに生命の側にある。韻が驚き、単語間の固定された関係を拡張するとき、それ自体が必要性に対する抗議となる。言語が十分以上に役立つとき、それはすべての達成された詩に見られるように、超生の状態を選び、限界に反抗する」と書いている。
彼は続けて「詩が提供する現実のビジョンは、単なるその時代と場所の状況の印刷物以上のものでなければならない」と述べている。彼の作品の方向性においてしばしば見過ごされ、過小評価されているのは、20世紀の東欧の詩人、特にノーベル賞受賞者チェスワフ・ミウォシュに対する彼の深い詩的負債と批判的関与である。

### 教育課程での使用
ヒーニーの作品は国際的に教育課程で広く使用されており、『The Rattle Bag』（1982年）や『The School Bag』（1997年）などのアンソロジーが含まれている（いずれもテッド・ヒューズと共編）。元々フェイバー契約では『The Faber Book of Verse for Younger People』と題されていたが、ヒューズとヒーニーは『The Rattle Bag』の主な目的を読者に楽しみを提供することだと決定した：「恣意的な富」。
ヒーニーは「私たちの頭の中にある本は、『The Fancy Free Poetry Supplement』に近いものだった」とコメントしている。この本には、彼らがもっと早くに出会いたかった作品や、ナンセンスライム、バラードタイプの詩、なぞなぞ、民謡、リズミカルなジングルなどが含まれていた。よく知られた標準的な作品はあまり含まれていなかったが、それは彼らの聴衆が標準的な作品を既に知っていると考えたためである。15年後、『The School Bag』は異なる目的を持っていた。序文には「カーニバルよりもチェックリストのようなものが欲しい」と述べられている。英語、アイルランド語、ウェールズ語、スコットランド語、スコットランド・ゲール語の詩や、アフリカ系アメリカ人の経験を反映した作品が含まれている。

### 遺産
シェイマス・ヒーニー・ホームプレイスは、ベラヒーにあるヒーニーの遺産を記念する文学芸術センターである。彼の文学文書はアイルランド国立図書館に所蔵されている。
フィンタン・オトゥールのアプローチを受け、ヒーニー家は詩人の伝記を家族所有の記録へのアクセスを許可して認可した（2017年）。オトゥールはヒーニーと多少の知り合いであり、ヒーニーは息子によるとオトゥールの作品を称賛していた。
2019年11月には、ドキュメンタリー『Seamus Heaney and the music of what happens』がBBC Twoで放映された。彼の妻マリーと子供たちは家族の生活について話し、彼が彼らのために書いた詩のいくつかを朗読した。初めて、ヒーニーの4人の兄弟が子供時代と多くの詩のインスピレーションとなった共有体験を思い出した。
2022年には、マルコ・ソンゾーニ編集による『The Translations of Seamus Heaney』が出版された。
2023年には、クリストファー・リード編集による『The Letters of Seamus Heaney』が出版された。
2025年には、バーナード・オドノヒューとロージー・ラヴァン編集による『The Poems of Seamus Heaney』が出版される予定である。これは、彼が生涯にわたって発表したすべての詩と、彼の死後に発表された少数の詩を網羅している：『死ぬ自然学者』（1966年）から『Human Chain』（2010年）までの12冊の単行本、およびパンフレット、ジャーナル、雑誌に掲載された詩や限定流通の詩である。加えて、この本には以前に見られなかった少数の資料が含まれている。

## 作品

### 詩
- 1966: Death of a Naturalist, Faber & Faber
- 1969: Door into the Dark, Faber & Faber
- 1972: Wintering Out, Faber & Faber
- 1975: North, Faber & Faber
- 1979: Field Work, Faber & Faber
- 1984: Station Island, Faber & Faber
- 1987: The Haw Lantern, Faber & Faber
- 1991: Seeing Things, Faber & Faber
- 1996: The Spirit Level, Faber & Faber
- 2001: Electric Light, Faber & Faber
- 2006: District and Circle, Faber & Faber
- 2010: Human Chain, Faber & Faber

### 散文
- 1980: Preoccupations: Selected Prose 1968–1978, Faber & Faber
- 1988: The Government of the Tongue, Faber & Faber
- 1995: The Redress of Poetry: Oxford Lectures, Faber & Faber
- 2008: Stepping Stones: Interviews With Seamus Heaney, Faber & Faber
- 2023: The Letters of Seamus Heaney, Faber & Faber

### 翻訳
- 1983: Sweeney Astray: A version from the Irish, Field Day
- 1992: Sweeney's Flight (with Rachel Giese, photographer), Faber & Faber
- 1993: The Midnight Verdict: Translations from the Irish of Brian Merriman and from the Metamorphoses of Ovid（オウィディウス「変身物語」）, Gallery Press
- 1995: Laments, a cycle of Polish Renaissance elegies by Jan Kochanowski（ヤン・コハノフスキ）, translated with Stanisław Barańczak, Faber & Faber
- 1999: Beowulf: A New Verse Translation（ベオウルフ）, Faber & Faber
- 1999: Diary of One Who Vanished, a song cycle by Leoš Janáček（レオシュ・ヤナーチェク） of poems by Ozef Kalda, Faber & Faber
- 2009: The Testament of Cresseid & Seven Fables, Faber & Faber
- 2016: Aeneid: Book VI, Faber & Faber
- 2022: The Translations of Seamus Heaney, Faber & Faber

### 日本語訳
- 『シェーマス・ヒーニー / ナチュラリストのパラダイム』（小野正和, 清水重夫著訳、書肆山田） 1993年
- 『シェイマス・ヒーニー全詩集』（村田辰夫ほか訳、国文社） 1995年
- 『言葉の力』（佐野哲郎ほか訳、国文社） 1997年
- 『水準器』（村田辰夫ほか訳、国文社） 1999年
- 『プリオキュペイションズ 散文選集』（室井光広, 佐藤亨訳、国文社） 2000年
- 『創作の場所』（風呂本武敏, 佐藤容子訳、国文社） 2001年
- 『電燈』（村田辰夫, 坂本完春, 杉野徹, 薬師川虹一訳、国文社） 2006年
- 『トロイの癒し ソポクレス『ピロクテテス』の一変奏 』（小沢茂訳、国文社） 2008年
- 『郊外線と環状線』（村田辰夫, 坂本完春, 杉野徹, 薬師川虹一訳、国文社） 2010年
- 『さ迷えるスウィニー』（坂本完春, 薬師川虹一, 杉野徹, 村田辰夫訳、国文社） 2012年
- 『詩の矯正』（小沢茂訳、国文社） 2013年
- 『人間の鎖』（坂本完春, 杉野徹, 村田辰夫, 薬師川虹一訳、国文社） 2013年
- 『テーベの埋葬 ソポクレス『アンティゴネー』の一変奏』（小沢茂訳、国文社） 2014年
- 『ウェルギリウス『アエネーイス 第六歌』』（坂本完春, 杉野徹訳、国文社） 2018年

## 評論
- 『シェイマス・ヒーニーの詩 批評的研究』（ニール・コーコラン、小沢茂訳、国文社） 2009年12月
- 『シェイマス・ヒーニーの詩と語り 土の力・父の力』（水崎野里子、日本国際詩人協会） 2011年10月
- 『シェーマス・ヒーニー アイルランドの国民的詩人』（ヘレン・ヴェンドラー、村形明子編訳、アルファベータブックス） 2016年

## 賞と栄誉
- 1966年 エリック・グレゴリー賞
- 1967年 チョルモンデリー賞
- 1968年 サマセット・モーム賞
- 1968年 ジェフリー・フェイバー記念賞
- 1975年 E. M. フォースター賞
- 1975年 ダフ・クーパー賞（『North』）
- 1995年 ノーベル文学賞
- 1996年 フランス芸術文化勲章コマンドゥール
- 1997年 アイルランドの芸術家協会AosdánaのSaoiに選出
- 1998年 セントルイス大学図書館協会からセントルイス文学賞受賞
- 2000年 アメリカ哲学協会会員に選出
- 2001年 詩における生涯の業績を称え、ストルガ詩の夕べからゴールデンリース賞受賞
- 2004年 ケニオン・レビュー文学功績賞
- 2005年 アイルランドペンクラブ賞
- 2006年 T. S. エリオット賞（『District and Circle』）
- 2007年 詩の現在賞（『District and Circle』）
- 2009年 デヴィッド・コーエン賞
- 2011年 詩の現在賞（『Human Chain』）
- 2011年 ボブ・ヒューズ生涯功績賞
- 2012年 グリフィン詩賞生涯功績賞受賞